# William A. Beardslee
William A. Beardslee (25 maggio 1916 – 25 gennaio 2001) è stato un teologo, biblista e traduttore statunitense, membro del Consiglio nazionale delle Chiese statunitense e del comitato editoriale della Bibbia inglese New Revised Standard Version.
Professore di religione alla Emory University, trascorse 16 anni aiutando a tradurre testi antichi per aggiornare la Revised Standard Version del 1953.
Dopo il suo pensionamento nel 1984, si impegnò come direttore e volontario del Programma di processo e fede presso la Claremont School of Theology.
Fu membro del Jesus Seminar, Fellow e fondatore del Westar Institute H, istituto senza scopo di lucro con sede a Salem, che si propone di promuovere la condivisione della ricerca in ambito religioso e di divulgarne i risultati ad un pubblico non specialistico. Inoltre, aderì ael Progressive Christians Uniting, un think tank della California meridionale che si occupava sia di questioni sociali che di questioni teologiche, contribuendo alla pubblicazione nel 2003 del libro intitolato Progressive Christians Speak: A Different Voice on Faith and Politics.